# Krvni tlak
Krvni tlak je tlak kojim krv djeluje na stijenke krvnih žila (arterija) u svakom dijelu tijela. Krv teče kroz krvne žile upravo zato što se nalazi pod određenim tlakom. Tlak se stvara radom srca kao pumpe. Pri svakom izbacivanju krvi iz srca (sistola) tlak se povisuje, a kod ulijevanja krvi u srce (dijastola) tlak se snizuje. Stoga se mjere dvije vrijednosti krvnog tlaka: gornja vrijednost (sistolički) i donja vrijednost (dijastolički krvni tlak).
Krvni je tlak promjenjiv, mijenja se tijekom dana i noći i podložan je mnogim vanjskim i unutarnjim čimbenicima. Te promjene su posljedica aktivacije brojnih mehanizama kojima organizam nastoji održati odgovarajući protok ovisno o promjeni životnih uvjeta.

## Normalni krvni tlak
Normalna vrijednost krvnog tlaka koja omogućuje život, a ne oštećuje sustav krvnih žila, jest prosječno 120/80 milimetara stupca žive (mmHg). Neke osobe imaju normalno nešto niže vrijednosti tlaka što je posljedica građe njihovog tijela. To je fiziološko stanje i samo po sebi ne znači bolest. S godinama zbog starenja vrijednosti krvnog tlaka postaju nešto više, no ne više od 140/90 mmHg što se smatra gornjom vrijednosti normalnog krvnog tlaka.

## Povišeni krvni tlak
Dijagnoza povišenog krvnog tlaka (hipertenzije) ne postavlja se na temelju samo jednog mjerenja krvnog tlaka. Ako se kod određene osobe izmjeri u više od tri puta tlak veći od 140/90 mmHg, smatra se da ta osoba ima povišeni krvni tlak. Odraz je to pojačanog rada srca i povećanog otpora u stijenci krvnih žila. Posljedica je stalnog opterećenja srca kao pumpe koja tjera krv kroz tijelo i oštećenja krvnih žila svih organa u tijelu zbog povećanog pritiska na njihove stijenke.
Povišeni krvni tlak u skoro svim slučajevima je bolest poremećene ravnoteže brojnih mehanizama (od emocionalnih reakcija, fizičkog napora do autonomnog živčanog sustava i endokrinih žlijezda koje izlučuju hormone noradrenalin, adrenalin i angiotenzin). Kontrolni mehanizmi koji reguliraju normalan tlak zakazuju i zato se tlak povisi preko normale.
| Kategorija                        | Sistolički tlak (mmHg) | Dijastolički tlak (mmHg) |
| --------------------------------- | ---------------------- | ------------------------ |
| Optimalni tlak                    | <120                   | <80                      |
| Normalni tlak                     | <130                   | <85                      |
| Povišeni normalni tlak            | 130–139                | 85–89                    |
| Blaga hipertenzija                | 140–159                | 90–99                    |
| Umjerena hipertenzija             | 160–179                | 100–109                  |
| Teška hipertenzija                | >180                   | >110                     |
| Izolirana sistolička hipertenzija | >140                   | <90                      |

## Hipertenzivna kriza
- Obilježena je naglim pogoršanjem općeg stanja s velikim gradijentom tlaka u razmjerno kratkom stanju i znacima encefalopatije.
- Zahtijeva specijalističko liječenje u jedinicama intenzivne skrbi. Nagli i veliki porast arterijskog tlaka pri kojem je ugrožen bolesnikov život
- Početkom hipertenzivne krize smatraju se vrijednosti dijastoličkog tlaka od 120 do 140 mm/Hg

U pacijenata su prisutni poremećaji u radu CNS-a, kardiovaskularnog sustava i bubrega